# Префектура економічних справ Святого Престолу
41°54′11″ пн. ш. 12°27′30″ сх. д. / 41.903° пн. ш. 12.4584° сх. д.
Префекту́ра економі́чних справ Свято́го Престо́лу (лат. Praefectura rerum oeconomicarum Sanctae Sedis) — дикастерія Римської курії, яка керує фінансовими вкладами й бюджетом Ватикану і Римо-Католицької Церкви. Заснована 15 серпня 1957 року.
1967 року Папа Римський Павло VI об'єднав Спеціальну Адміністрацію Святого Престолу й Адміністрацію майна Святого Престолу в одне відомство — Адміністрацію майна Святого Престолу, під контролем Префектури економічних справ Святого Престолу.
Ватиканський Банк — єдина папська фінансова установа, що не пербуває під наглядом Префектури.

## Голови дикастерії
- Кардинал Анджело Делл’Акква (23 вересня 1967 — 13 січня 1968);
- Кардинал Еджідіо Ваньйоцци (13 січня 1968 — 26 грудня 1980);
- Кардинал Джузеппе Капріо (30 січня 1981 — 22 січня 1990);
- Кардинал Эдмунд Казимір Шока (28 квітня 1990 — 15 жовтня 1997);
- Кардинал Серджіо Себастіані (3 листопада 1997 — 12 квітня 2008).
- Кардинал Велазіо Де Паоліс (12 квітня 2008 — 21 вересня 2011);
- Кардинал Джузеппе Версальді (21 вересня 2011 —).

## Виноски
1. ↑  Phillipe Levillain. 2002. The Papacy: An Encyclopedia. p. 10.
2. ↑  Pollard, 2005, p. 2.